# Fort Ticonderoga
Fort Ticonderoga, tra il 1755 e il 1759 Fort Carillon, è un forte a pianta stellare del XVIII secolo costruito dai canadesi e dai francesi sulla riva nella parte meridionale del lago Champlain nello stato di New York negli Stati Uniti. Dopo essere stato oggetto di importanti restauri all'inizio del XX secolo (1909), il forte, di proprietà privata, è oggi uno dei monumenti meglio conservati del Nord America e anche un'importante meta turistica. Fu costruito da Michel Chartier, marchese di Lotbinière tra il 1754 e il 1757 durante la guerra dei sette anni, anche conosciuta come la guerra franco-indiana. Ebbe un ruolo strategico durante il conflitto tra la Francia e la Gran Bretagna durante il XVIII secolo e poi ebbe un ruolo primario nella successiva guerra d'indipendenza americana.

## Posizione geografica
Il lago Champlain forma una parte del confine tra lo Stato di New York e il Vermont mentre il fiume Hudson costituiva una importante arteria utilizzata dai nativi americani ancora prima dell'arrivo dei colonizzatori europei. Il luogo controllava il portage lungo l'estuario del fiume La Chute, ricco di rapide, nei 5,6 km tra il lago Champlain e il lago George, sulla via dei commerci tra la valle del fiume Hudson, controllata dagli inglesi, e la valle del fiume San Lorenzo, controllata dai francesi.

## Costruzione
Nel 1755, a seguito della battaglia del lago George, il marchese di Vaudreuil, governatore della Provincia francese del Canada, inviò suo cugino Michel Chartier de Lotbinière a progettare e costruire una fortificazione presso quell'importante posizione strategica.
Il francesi chiamarono il forte "forte Carillon", forse dal nome di un ufficiale francese, Philippe de Carrion du Fresnoy, che aveva stabilito sul luogo un punto per il commercio con i nativi americani alla fine del XVI secolo oppure, più probabilmente, per il suono del vicino fiume La Chute, che ricordava il tintinnare delle campanelle di un carillon.
La costruzione del forte, a pianta stellare, per il quale Lotbinière s'ispirò ai progetti del famoso ingegnere militare francese Vauban, iniziò nell'ottobre del 1755 e procedette lentamente durante i mesi più caldi del 1756 e del 1757, utilizzando truppe di stanza al vicino forte St. Frédéric e direttamente provenienti dal Canada.
I lavori del 1755 consistettero nell'iniziare la costruzione, in terra e legname, dei muri principali e della ridotta Lotbinière, un'opera esterna per meglio provvedere alla copertura del fiume La Chute. L'anno successivo furono edificati i quattro bastioni angolari e una segheria sul fiume La Chute.
I lavori rallentarono nel 1757, quando molti soldati furono destinati all'attacco e all'assedio del forte inglese Fort William Henry. 
Le caserme e le mezze lune non furono completate che nella primavera del 1758.

## Struttura e disposizione

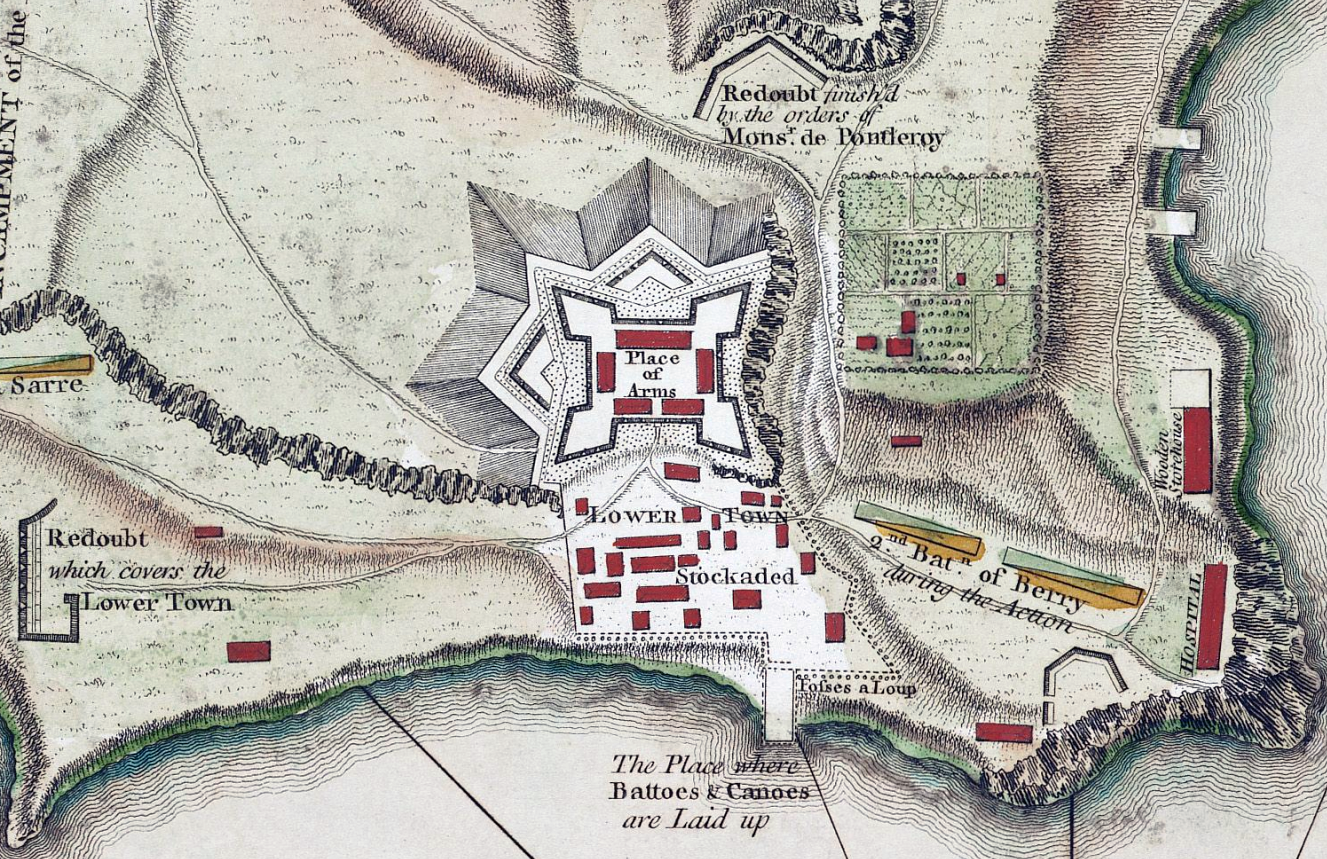
Dettaglio del forte in una mappa del 1758

I francesi avevano costruito il forte per controllare la riva meridionale del lago Champlain e per impedire agli inglesi l'accesso al lago stesso. Di conseguenza le sue più importanti difese, i bastioni Reine e Germaine erano orientati a nord-est e nord-ovest in direzione opposta al lago con due mezze lune ad estendere ulteriormente le opere difensive sul lato di terra. I bastioni Joannes e Languedoc, sul lato sud del forte, sovrastavano il lago provvedendo a coprire quel lato da possibili sbarchi. I muri erano alti 2,1 metri e spessi 4,3 metri e tutte le opere erano circondate da un fossato a secco profondo un metro e mezzo e largo 4,6 metri.
Quando nel 1756 furono erette le mura, esse erano fatte di grossi tronchi di legno squadrati con della terra a riempire gli interstizi ma subito i francesi cominciarono a sostituirli con pietre ricavate da una cava situata a circa un chilometro e mezzo di distanza benché non si riuscì mai a portare a termine completamente questo lavoro. Quando il forte divenne utilizzabile fu armato con cannoni fatti arrivare da Montréal e da fort St. Frédéric.
Il forte conteneva tre caserme e quattro depositi, uno dei bastioni ospitava un forno in grado di produrre fino a 60 forme di pane al giorno. Un magazzino delle polveri era situato al di fuori del bastione Joannes. Tutti gli edifici del forte erano in pietra.
Una palizzata di legno proteggeva un'area esterna al forte tra il muro meridionale e la riva del lago. Quest'area conteneva il pontile d'attracco principale per il forte e ulteriori depositi per le necessità del forte. Quando, nel 1756, divenne evidente che il forte era troppo lontano dalla parte ovest del lago, i francesi costruirono una ridotta per consentire ai cannoni di coprire quella parte.

## Analisi strategica
Nel 1758 il generale Montcalm e due dei suoi ingegneri militari esaminarono i lavori e trovarono punti critici in quasi ogni aspetto della costruzione della fortezza: gli edifici erano troppo alti e quindi erano facili da colpire da parte del fuoco di eventuali cannoni attaccanti, mancava una polveriera interna e la muratura era di scarsa qualità. Tuttavia queste critiche non riguardarono quella che era una significativa debolezza strategica del forte: diverse colline circostanti lo sovrastavano in altezza.
Lo storico William Nester, nella sua analisi esaustiva della battaglia di Carillon, notò ulteriori problemi riguardanti la fortezza. Il forte era troppo piccolo per un forte costruito secondo lo stile di Vauban in quanto con circa 150 m di larghezza la relativa caserma poteva ospitare solo 400 soldati. Lo spazio all'interno del forte per contenere gli equipaggiamenti e le scorte era parimenti limitato, tanto da richiedere il loro immagazzinamento fuori le mura della fortezza, in luoghi esposti. Da ultimo la cisterna era piccola e la qualità dell'acqua presumibilmente scarsa.

## Battaglie principali
Il forte fu teatro di diversi episodi bellici:

### Battaglia di Ticonderoga (1759)
Il 25 giugno 1759 gli inglesi del generale Jeffrey Amherst attaccarono il forte.
A causa della grande supremazia britannica, la guarnigione francese della fortezza si ritirò verso il Canada dopo aver fatto esplodere le polveriere. 
Le truppe britanniche ripararono il danno e occuparono il forte.

### Battaglia di Ticonderoga (1775)
Dopo lo scoppio della guerra d'indipendenza americana, il 10 maggio 1775 un piccolo numero di americani sotto il comando di Ethan Allen e Benedict Arnold, riuscì ad occupare il forte con un colpo di mano, mentre i due ufficiali e i 64 soldati inglesi di presidio dormivano. 
Gli americani catturarono grandi scorte di polvere da sparo e di munizioni che utilizzarono per l'assedio di Boston.

### Battaglia di Ticonderoga (1777)
Nel 1776 gli inglesi contrattaccarono provenendo dal Canada. 
L'esercito continentale americano riuscì a respingere una prima incursione del generale Guy Carleton all'inizio dell'inverno di quell'anno, ma l'anno successivo gli inglesi, questa volta sotto il generale John Burgoyne, attaccarono di nuovo. Dal momento che gli inglesi riuscirono a posizionare l'artiglieria sul monte Defiance, da cui potevano facilmente colpire la fortezza, il comandante americano Arthur St. Clair il 5 luglio 1777 decise di abbandonare fort Ticonderoga. Gli inglesi entrarono nel forte il giorno successivo. Gli americani dapprima si ritirarono tra le prospicienti fortificazioni del Monte Independence in Vermont e da lì nella valle del fiume Hudson. Dopo la sconfitta di Burgoyne nella battaglia di Saratoga, la fortezza perse di importanza strategica e fu abbandonata dagli inglesi nel 1780.
Per la sua importanza per la storia d'America quattro navi da guerra americane e una classe di incrociatori sono stati chiamati Ticonderoga. Il nome del forte è stato dato anche a un villaggio situato in prossimità della fortezza.

## Galleria d'immagini

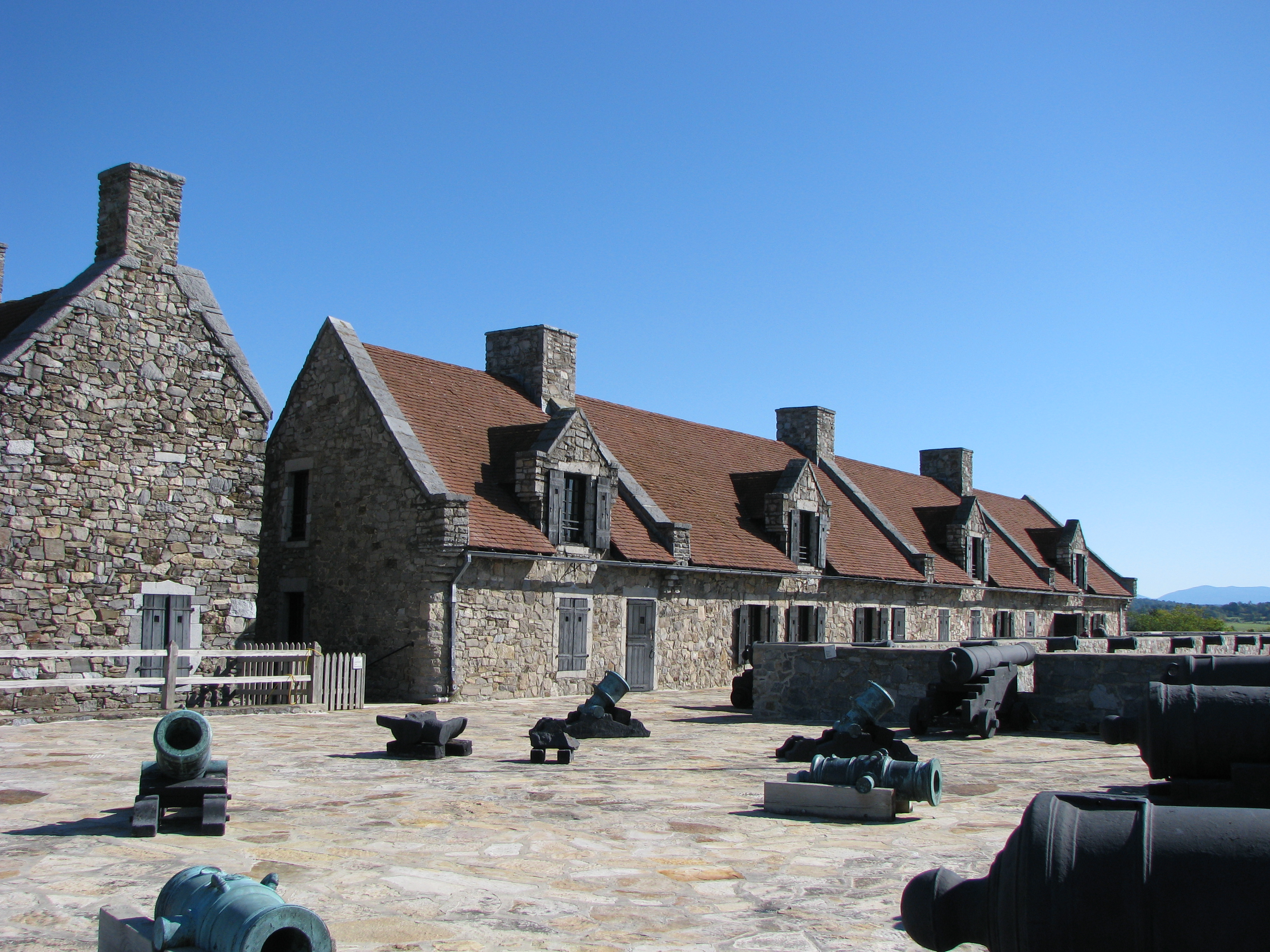
Baracche degli ufficiali a destra; del resto dei soldati a sinistra.
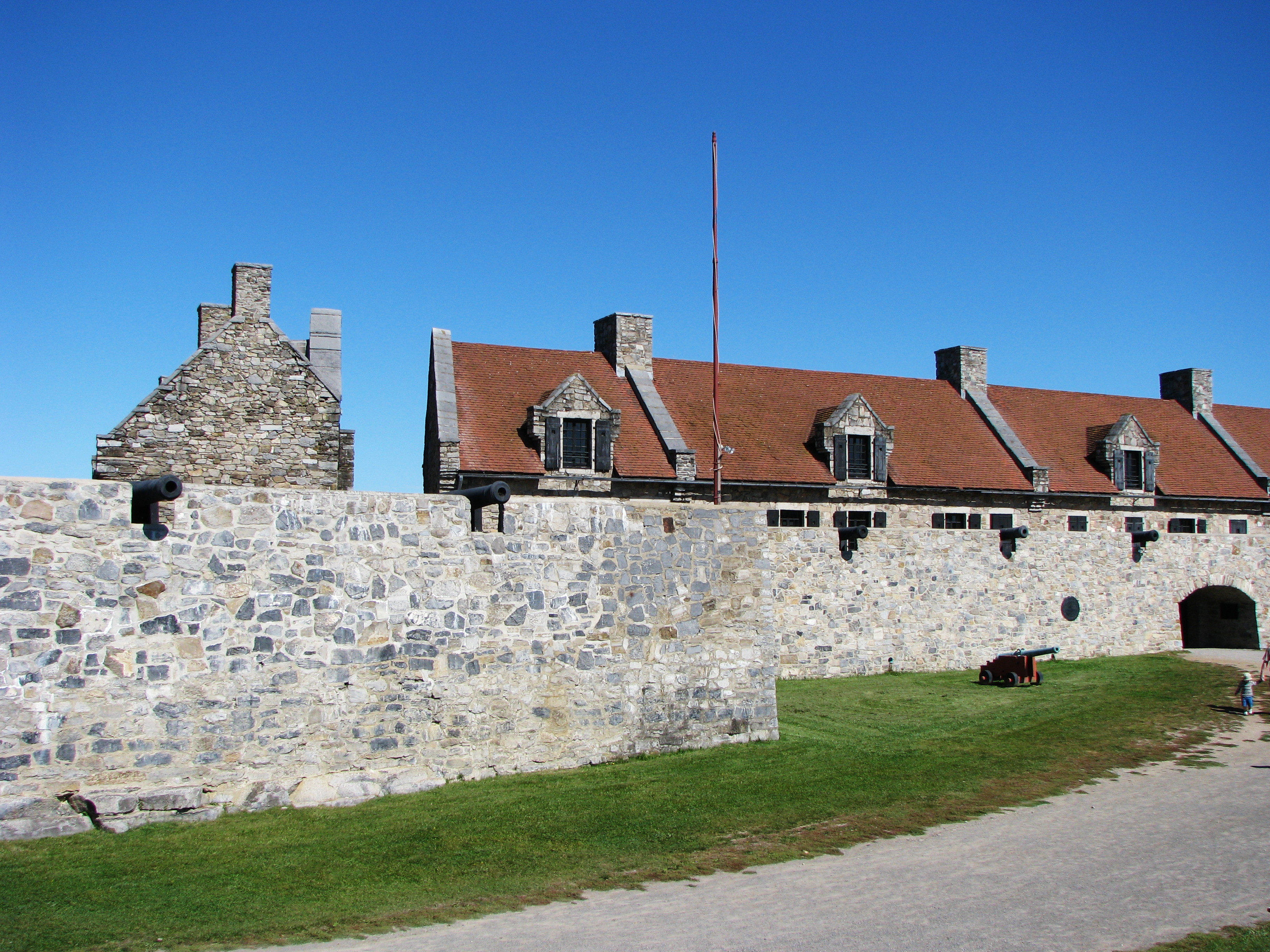
All'interno del primo muro
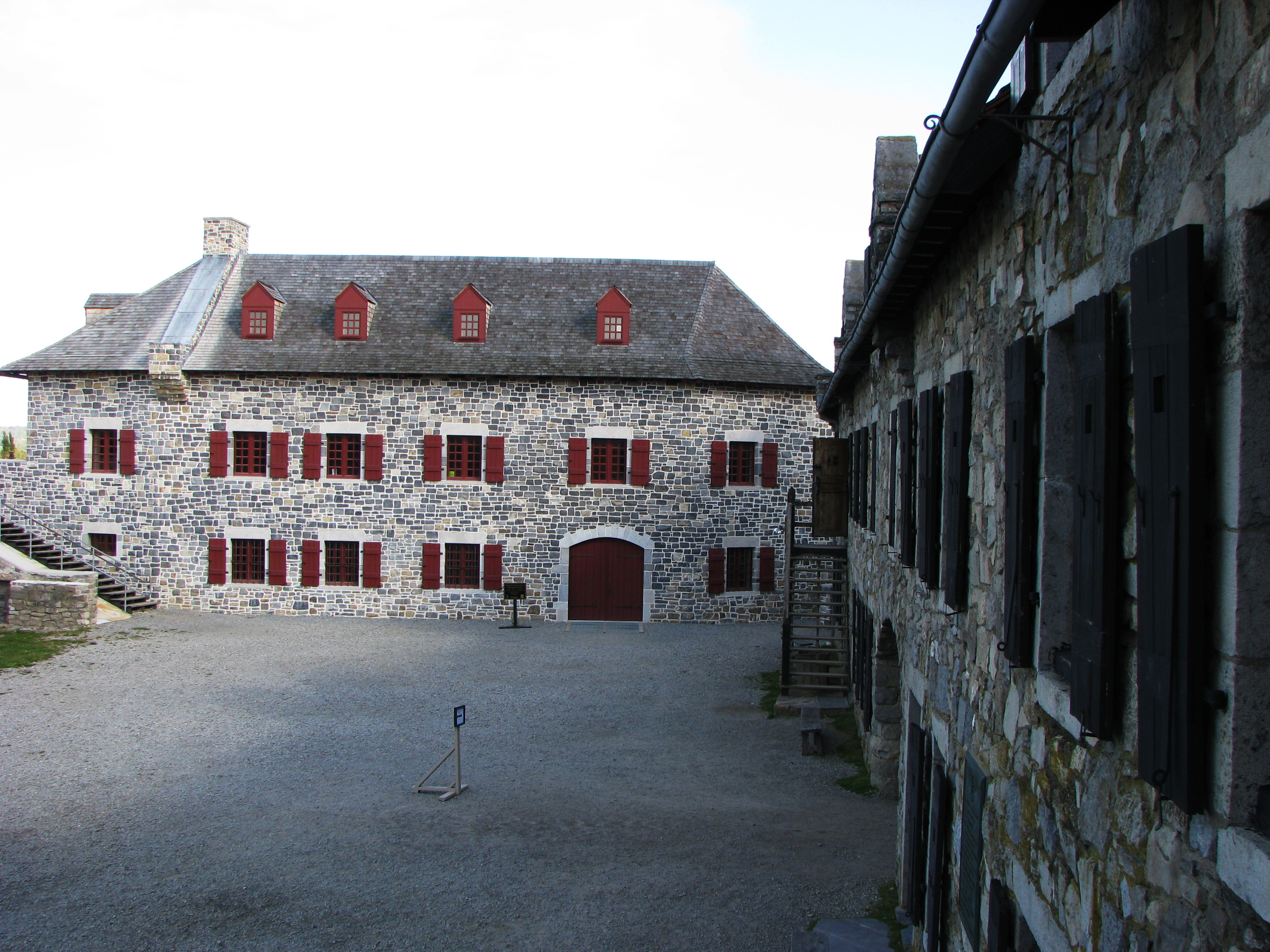
Magazzini e polveriera
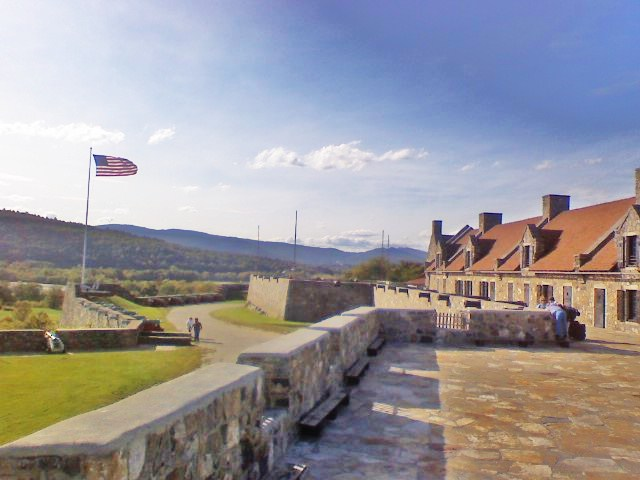
Parte frontale del forte
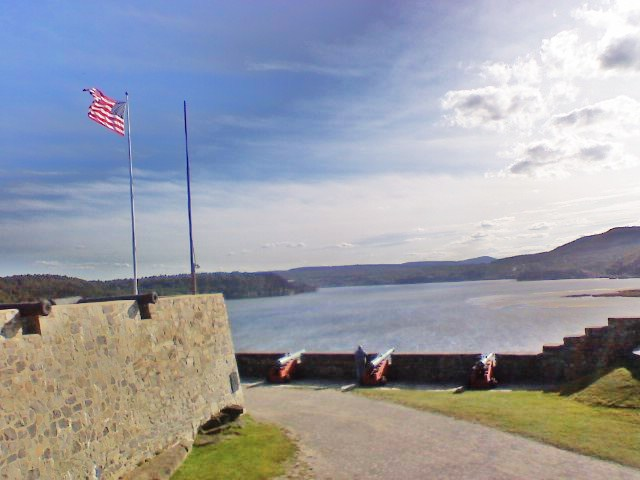
Vista del lago dal forte
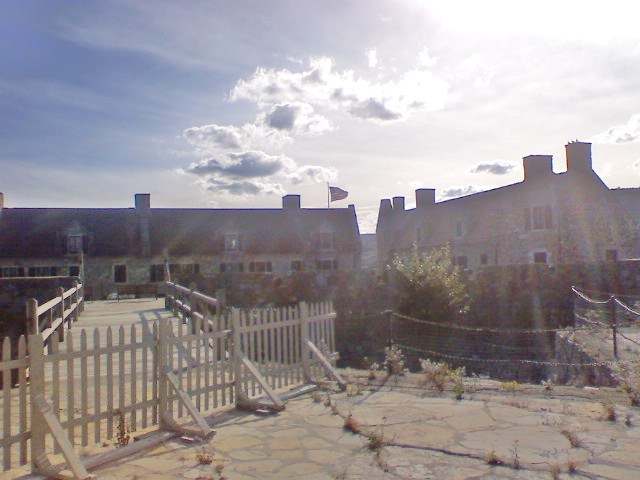
Vista posteriore del forte